# グラントハイツ駅
グラントハイツ駅（グラントハイツえき）は、かつて東京都練馬区に存在した東武鉄道啓志線の駅（廃駅）である。

## 概要
1943年（昭和18年）、上板橋 - 陸軍第一造兵廠構内（東京第一陸軍造兵廠練馬倉庫に所在。現在の陸上自衛隊練馬駐屯地）間が完成。終戦後、GHQにより成増陸軍飛行場跡（後のグラントハイツ）までの延伸と運行が命じられたことにより、啓志線が1946年（昭和21年）3月25日に全線開通し、終着駅である啓志駅（けいしえき）として開業。駅名はグラントハイツの総工事責任者であったヒュー・ジョン・ケイシー少将（またはその息子のヒュー・ボイド・ケイシー中尉）の名前に由来する。1947年（昭和22年）6月にグラントハイツ駅に改称され、同年から1948年（昭和23年）にかけて、池袋駅から約30分間隔で当駅まで、ノンストップの駐留アメリカ軍専用列車が運転された。また、貨物列車も池袋駅 - 北池袋駅間の西山信号所（廃止）から東上本線に乗り入れ、グラントハイツまで向かっていた。
1959年（昭和34年）7月22日に啓志線が廃止されたことに伴い、当駅も同日廃止された。

## 歴史

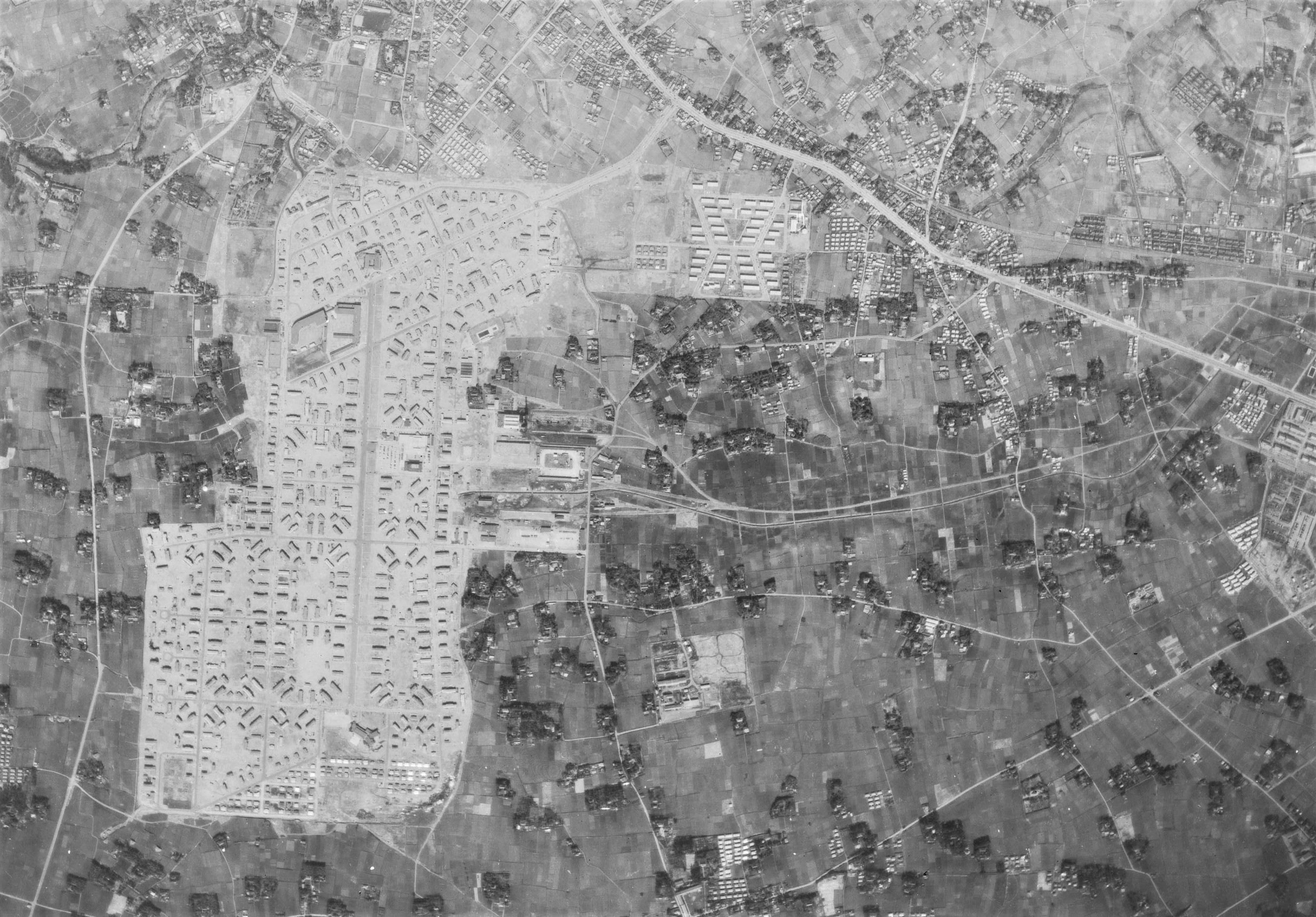
昭和31年グラントハイツ周辺の航空写真

- 1946年（昭和21年）3月25日 東武啓志線の全線開通に際し、啓志駅として開業[2]。
- 1947年（昭和22年）
  - 6月 グラントハイツ駅に改称[2]。
  - 12月6日 啓志線の旅客営業開始[2]。
- 1948年（昭和23年）2月26日 啓志線の旅客営業廃止[2]。
- 1957年（昭和32年）8月1日 啓志線全線閉鎖に伴い営業休止。
- 1959年（昭和34年）7月22日 啓志線が正式に廃止されたことにより廃駅[1][2]。

## 駅構造
グラントハイツ敷地内に側線が数本あり、その内の1本が当駅として使用されており、発着ホームがあった

## 駅周辺
- 秋の陽公園（この公園内に当駅があったと考えられている[3]）
- 東京都立田柄高等学校
- 練馬区立光が丘第四中学校
- 練馬区立光が丘秋の陽小学校

## 隣の駅
東武鉄道
啓志線
練馬倉庫駅 - グラントハイツ駅